# Radim Kettner

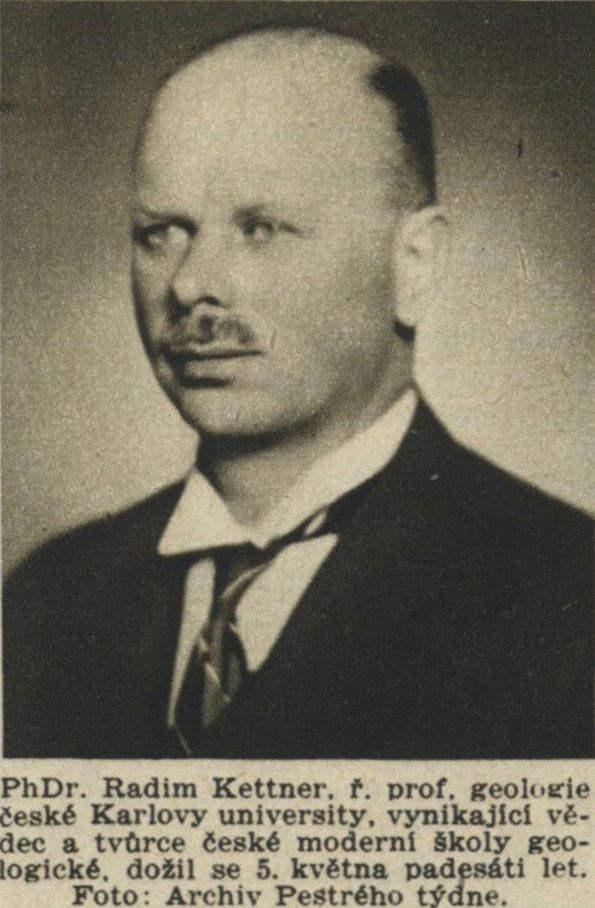
Radim Kettner

Radim Kettner (* 5. Mai 1891 in Prag; † 9. April 1967 in Prag) war ein tschechoslowakischer Geologe und Hochschullehrer. Er war Direktor des Geologischen und Paläontologischen Instituts der Karls-Universität Prag. Er gilt als einer der bedeutendsten tschechoslowakischen Geologen im 20. Jahrhundert.
Er befasste sich unter anderem mit der Tektonik und Stratigraphie des Paläozoikums der Böhmischen Masse, zum Beispiel erstellte er mit Odolen Kodym eine neue Stratigraphie des Barrandiums, mit der Stratigraphie des Proterozoikums Böhmens, mit dem mährischen Devon, den er kartierte, und dem Kulm. Er befasste sich mit der Niederen Tatra und anderen Teilen der Karpaten und gründete mit polnischen Geologen die Karpatengeologische Gesellschaft.

## Leben
Als junger Geologe beteiligte sich Kettner an einem Memorandum, das er im Januar 1919 mit anderen Fachkollegen unterzeichnete. Darin forderten die Unterzeichner die tschechoslowakische Regierung auf, eine Geologische Staatsanstalt als Nachfolgerin der früheren und nun nicht mehr zuständigen k.k. geologischen Reichsanstalt von Wien zu gründen. Nach der noch im selben Jahr verfügten Gründung der Geologischen Staatsanstalt der Tschechoslowakischen Republik übernahm Kettner innerhalb der Gründungsgruppe Aufgaben zum Aufbau dieser Institution. Seit dem 7. November 1920 war er externer Mitarbeiter der Staatsanstalt, hauptamtlich aber an der Karlsuniversität beschäftigt. In den frühen Berufsjahren nach 1918 konnte Kettner vielseitige Erfahrungen durch seine Beteiligung an mehreren internationalen Forschungsprojekten sammeln. Das beförderte zu dieser Zeit seine Arbeiten über die Kohlelagerstätten an der oberschlesischen Grenze zwischen Polen und Tschechoslowakischer Republik. Zusammen mit Studenten führte Kettner zwischen Bohumín, Trenčín und Žilina geologische Detailuntersuchungen entlang einer geplanten Eisenbahnlinie zwischen Mähren und den östlich liegenden slowakischen Landesteilen durch. Dieses Teilstück war für eine leistungsfähige Verbindung zwischen Prag und Užhorod vorgesehen.
In Mähren interessierte sich Kettner besonders für den strukturellen Aufbau des Mährischen Devons und des Mährisch-Schlesischen Kulms. Dabei untersuchte er auf mährischem und slowakischem Gebiet Erdöl führende Schichten. Die Ergebnisse dieser Feldarbeiten wurden 1924 und 1925 publiziert.
Im Jahr 1926 erhielt er vom zuständigen Bildungsministerium (Ministerstvo školství a národní osvěty) eine Verfügungsbudget in Höhe von bis zu 5000 Kronen, um geologische Erkundungen in der Niederen Tatra durchzuführen. Mit diesen Arbeiten wurden weite Gebiete dieser Region geologisch aufgenommen, wobei es sich dabei um einen zeitlichen Arbeitsumfang von acht bis zehn Jahren handelte. Es entstanden in der Folge dieser Tätigkeiten zwei 1931 publizierte Karten im Maßstab 1:50.000 vom nördlichen Teil der Niederen Tatra, bei denen er der alleinige Autor ist. Zu seinem Auftrag gehörte dabei die Erkundung von Wasserressourcen, geschlossenen Steinbrüchen und neuen Lagerstätten mineralischer Rohstoffe. Im Jahr 1927 veröffentlichte er ein geologisches Profil der Niederen Tatra. Seine Arbeiten auf dem slowakischen Gebiet dauerten von 1924 bis 1938 an.
In seinem Leben kartierte Kettner weitere Regionen, hauptsächlich vom Böhmischen Massiv in Mittelböhmen sowie im Barrandium und trug dadurch wesentlich zur völligen Neukartierung des Landes nach dem Rückzug der k.k. geologischen Reichsanstalt bei.
Seine umfangreichen Arbeiten auf slowakischem Gebiet und die Eindrücke seiner Nordamerika-Kreuzfahrt im Anschluss an den Internationalen Geologenkongress von 1933 haben ihn zu speleologischen Untersuchungen im Mährischen Karst und in der Niederen Tatra inspiriert. Besonders war er dabei von seinen in den amerikanischen Nationalparks gewonnenen Eindrücken beeinflusst. Er wurde daraufhin aktives Mitglied im Club Tschechoslowakischer Touristen (Klub československých turistů). Nach den ersten touristischen Erschließungsarbeiten für die Demänováer Tropfsteinhöhle vertieften sich seine diesbezüglichen Arbeiten. Sein bedeutendstes höhlenkundliches Betätigungsfeld bildete die 1926 entdeckte Tropfsteinhöhle Domica. Für dieses Naturdenkmal organisierte Kettner interdisziplinäre Erkundungsarbeiten mit Hilfe einer wissenschaftlichen Kommission, die sich aus Josef Kunský (Geomorphologe), J. V. Kašpar (Mineraloge), J. Kobliha (Paläontologe), J. Böhm (Archäologe) und Č. Vorel (Hydrologe) sowie weiteren Personen zusammensetzte. Er gründete nach dem Vorbild des Yellowstone-Nationalparks ein Museum für das Domica-Höhlensystem und den Slowakischen Karst (Muzeum Slovenského krasu při Domici, jeskyni Klubu čs. turistů). Zum Zwecke einer besseren öffentlichen Bildung entwickelte er nach 1938 ein Konzept zur Popularisierung geowissenschaftlicher Fragestellungen in Bezug auf den Mährischen Karst und die Prachovské skály.
Sein Lehrbuch Všeobecná geologie (deutsch: „Allgemeine Geologie“) wurde zwischen 1941 und 1948 in drei Bänden in erster Auflage und 1952 bis 1955 in vier Bänden in 2. Auflage verlegt. Die Bände 1 und 2 der ersten Auflage erschienen 1941 und 1943 im Prager Verlag Melantrich und dienten als Lehrbuch für angehende tschechoslowakische Geologen und bereits ausgebildeten Fachkräften, denen durch die Germanisierungspolitik der Protektoratsbehörden zwischen 1939 und 1945 eine offizielle Hochschulausbildung verwehrt wurde. Der 1943 erschienene Band war innerhalb vier Monaten vergriffen. Für Kettner bedeuteten diese Aktivitäten im Rahmen der von den Nationalsozialisten geplanten „Endlösung der Tschechenfrage“ riskante Lebensumstände.
Nach der Schließung der tschechischen Hochschuleinrichtungen am 17. November 1939 wurde Kettner, der auch eine Professur an der Karlsuniversität innehatte, mit einem Ruhegehalt ausgestattet. In der Zeit des Zweiten Weltkriegs sicherte der deutsche Geologe Adalbert Liebus († 1945), ein externes Mitglied der Staatlichen Geologischen Anstalt der ČSR, an dieser Universität die Sammlungen und die Bibliothek aus Kettners ehemaligen Institut an der Tschechischen Technischen Universität Prag.
Sein Lehrbuch wurde ins Deutsche übersetzt und als vierbändige Ausgabe 1958–1960 im Deutschen Verlag der Wissenschaften in Berlin herausgegeben. Kettner sah die Bedeutung der deutschsprachigen Ausgabe darin, dass die Erkenntnisse der tschechoslowakischen Forschung auf diese Weise in die „Weltliteratur (...) Eingang finden“. Im Vorwort zur deutschen Ausgabe äußert er sich zu deren Hauptzweck, den er in der „weiteren Verdichtung der engen Zusammenarbeit zwischen deutschen und tschechoslowakischen Geologen“ und im „wechselseitigen Erkennen der Art ihrer Arbeit und ihres Denkens“ sah. Zahlreiche Arbeiten verfasste Kettner in deutscher Sprache oder ließ sie übersetzen.
Im Jahre 1952 wurde er Mitglied der Tschechischen Akademie der Wissenschaften. 1965 erhielt er die Leopold-von-Buch-Plakette. Eine Straße in Prag ist nach ihm benannt und das Mineral Kettnerit von einem Fundort in der Bergstadt Krupka. Kettner erhielt 1942 den Metelkapreis von der Tschechischen Akademie der Wissenschaften und Künste und 1949 den Staatspreis für Wissenschaft vom Ministerium für Schulwesen, Wissenschaften und Künste. Er war Ehrenmitglied der Polnischen Geologischen Gesellschaft, Mitglied der Polnischen Akademie der Wissenschaften und der Krakauer Akademie der Wissenschaften.
Er war mit Marie Remešová (1900–1933), der Tochter des Olmützer Arztes und Paläontologen Mořic Remeš verheiratet. Sie stürzte von einem Felsen der Hohen Tatra, als er gerade auf dem 26. Internationalen Geologenkongress in Washington D.C. weilte.

## Schriften
- Allgemeine Geologie. 4 Bände, Deutscher Verlag der Wissenschaften, Berlin 1958, 1959, 1961
- Radim Kettner: Jeskyňářství v KČST (Höhlenforschung im Klub československých turistů). In: Sborník KČST 1938 PDF (tschechisch; PDF; 138 kB)